# Liste der Kulturdenkmäler in Wattweiler (Zweibrücken)
In der Liste der Kulturdenkmäler in Wattweiler sind alle Kulturdenkmäler im Stadtteil Wattweiler der rheinland-pfälzischen Stadt Zweibrücken aufgeführt. Grundlage ist die Denkmalliste des Landes Rheinland-Pfalz (Stand: 14. März 2023).

## Einzeldenkmäler
| Bezeichnung         | Lage                                         | Baujahr   | Beschreibung                                                                                   | Bild                           |
| ------------------- | -------------------------------------------- | --------- | ---------------------------------------------------------------------------------------------- | ------------------------------ |
| Quereinhaus         | Bliestalstraße 46 Lage                       | 1847      | eingeschossiges Quereinhaus, bezeichnet 1875, Wirtschaftsteil bezeichnet 1847                  | BW                             |
| Wohnhäuser          | Bliestalstraße 61/63 Lage                    | 1813      | zwei klassizistische Wohnhäuser unter durchlaufendem Krüppelwalmdach, bezeichnet 1813 und 1850 | BW                             |
| Evangelische Kirche | Kirchhofstraße 13 Lage                       | nach 1929 | einschiffiger Sandsteinquaderbau, nach 1929, Architekt G. Rebmann, Wattweiler                  | weitere Bilder Fotos hochladen |
| Quereinhaus         | nördlich des Ortes (Kettersbergerhof 3) Lage |           | kleines Quereinhaus                                                                            | BW                             |